# Avenida Rio Branco
Avenida Rio Branco är en affärsgata i Rio de Janeiros finansdistrikt. Avenyn sträcker sig från Rios hamn ut mot Atlanten där stadsmuseet ligger. Hamnen är en av Sydamerikas viktigaste hamnar. Alla turister som kommer till Rio med båt stiger iland vid färjeterminalen vid Praça Mauá. Rios finansiella centrum ligger i området.

## Historia

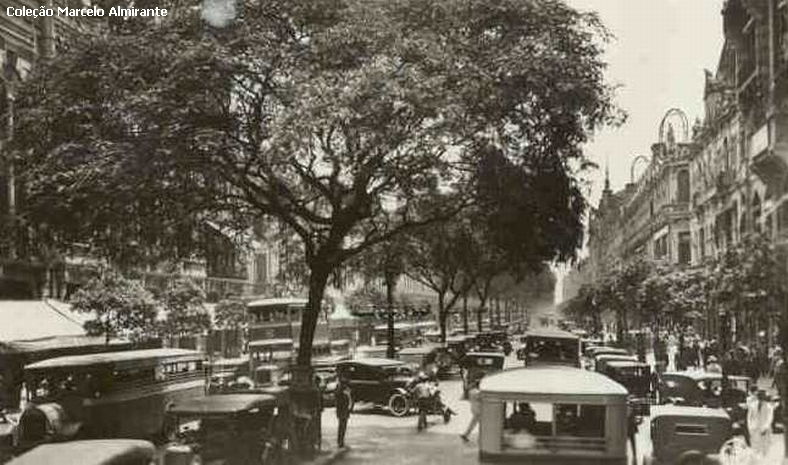
Dåvarande Avenida Central, ca 1930.

När republiken var ny hade Rio de Janeiro kvar sin koloniala stadsplan. Stadskärnan var överbefolkad och ohygienisk och sjukdomar som smittkoppor och gula febern härjade. President Rodrigues Alves beslutade om 1902 om förnyelse av centrum.
År 1904 flyttades 3 900 människor och 590 byggnader revs för att ge plats för en modern centralgata. Endast ett fåtal hus sparades, framför allt den praktfulla stadsteatern. Efter sex månader kunde Avenida Central invigas.

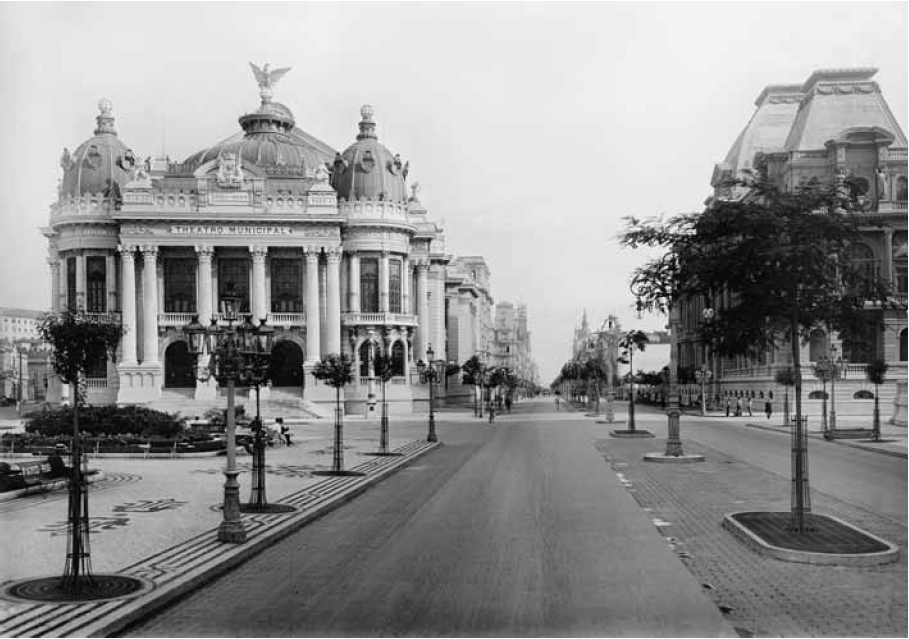
Stadsteatern sedd från Avenida Central (nu Avenida Rio Branco), cirka 1909.

Avenyn bytte namn den 21 februari 1912 till Avenida Rio Branco för att hedra Baron Rio Branco. Baronen hade varit en brasiliansk diplomat  som avlidit två år tidigare.